# 近藤勝重
近藤 勝重（こんどう かつしげ、1945年 - 2024年5月10日）は、日本のジャーナリスト、編集者、コラムニスト。サンデー毎日編集長、毎日新聞客員編集委員を務めた。

## 概要
愛媛県新居浜市出身。愛媛県立西条高等学校、早稲田大学政治経済学部を卒業した。愛媛県を放送対象地域に定めている南海放送の記者を経て、1969年に毎日新聞へ入社した。
毎日新聞大阪本社社会部への配属後は、警察担当記者を10年ほど務めた後に、遊軍記者として1980年代に関西で頻発した大事件（グリコ・森永事件や豊田商事事件など）を取材した。また、関西の芸能・文化に対する造詣が深く、「大阪スペクタクル」（三省堂）「やすし・きよしの長い夏 ― 大阪狂騒曲」（新潮社）「笑売繁盛 ― よしもと王国」（毎日新聞社）などを著した。
その一方で、『それゆけ!金曜・板東英二』（MBSラジオ）内のコーナー「社会部記者登場」へ出演したことをきっかけに、同局のラジオ番組へ頻繁に出演。MBSラジオ報道部制作の報道番組『諸口あきらのイブニングレーダー』（初期のタイトルは『MBSイブニングレーダー』）では、長年にわたってコメンテーターを務めたほか、1992年10月から「ラジオイミダス」というラジオコラム（月 - 金曜日17時台に放送）を担当していた。
毎日新聞の大阪本社で論説委員を務めた後に、1993年4月1日付で同紙の東京本社へ異動した。異動を機に「サンデー毎日」の編集長を任されていたが、「ラジオイミダス」については、同誌編集部からの電話（後に毎日放送東京支社ラジオスタジオからの生中継）を通じて出演を続けていた。また、1995年4月にTBSラジオが平日の夕方（『イブニングレーダー』と同じ時間帯）に『荒川強啓 デイ・キャッチ!』の放送を開始すると、2019年3月の番組終了まで水曜日のコメンテーターとして出演した。家元役の「時事川柳」で人気を博した。
毎日新聞の東京本社では、上記番組の出演と並行しながら、夕刊編集長・専門編集委員などを歴任した。後年には、客員編集委員として、本社発行分の夕刊向けにコラム（「しあわせのトンボ」→「昨今ことば事情」）を執筆していた。一時は武蔵野女子大学で「現代メディア論」、出身校でもある早稲田大学の大学院ジャーナリズムコースで「文章表現」の講師を務めた（2012年秋には俳優・高倉健も聴講）。ラジオでは、毎日放送ラジオ報道局が制作に携わる生ワイド番組が『情報ラヂオ・スパイス!』→『MBSニュースワイド アングル』→『はやみみラジオ!水野晶子です』→『MBSニュースレーダー』→『RadioNews　たね蒔きジャーナル』→『with…夜はラジオと決めてます』と変遷しても、一貫して毎日放送東京支社ラジオスタジオからの生中継形式で出演を続けてきた。
『荒川強啓 デイ・キャッチ!』の終了後も、毎日新聞の東京本社に勤務した。毎日放送では、ラジオ放送部門がグループ会社（株式会社MBSラジオ）へ移管された2021年4月以降も、本社制作の収録番組（『しあわせの五・七・五』『野村啓司の懐メロ♪ジュークボックス』など）に東京支社のスタジオから2024年の初頭まで出演していた。
2024年5月10日に、膿胸のため死去した。79歳没。なお、この年の3月12日には、前月（2月）まで『懐メロ♪ジュークボックス』のパーソナリティを務めていた野村も75歳で死去している。
MBSラジオでは、近藤の死去を受けて、『しあわせの五・七・五』をベースに『近藤勝重が伝えたかった言葉』という特別番組を制作した。毎日放送のアナウンサー時代から上記のラジオ番組で近藤と共演していた水野晶子（フリーアナウンサー）の進行によって、2024年8月25日の「MBSマンデースペシャル」枠（19:00 - 20:00）で放送した。『しあわせの五・七・五』については、近藤の没後も水野のみの出演で放送を続けていたが、2024年6月29日放送分で終了した。翌週（7月5日）からは、『まるっと!しあわせ川柳』が『しあわせの五・七・五』の放送枠（毎週土曜日5:00 - 5:30）と趣旨を引き継ぐ一方で、東村雅夫（まるむし商店）を水野のパートナーに迎えている。

## 人物
- 阪神タイガースの熱烈なファン。
- 実父の代からの川柳好きで、毎日新聞東京本社への赴任中には、全日本川柳協会から顧問職を委嘱された。川柳関連の企画や番組では「近藤流健康川柳の師範」を名乗っていて、毎日新聞大阪本社の朝刊に掲載されていた「近藤流健康川柳[6]」では、読者から寄せられた川柳の「選者」を死去の直前まで務めていた。
- 第二次世界大戦終盤の1945年に出生したが、「自分の名前（勝重）に『勝利を重ねる』とのニュアンスが込められていることに、幼い頃から違和感があった」とのことで、早稲田大学政治学科への在籍中に日本国憲法を専攻した。卒業後のジャーナリスト生活でも、「護憲平和主義」の視点を貫きながら、ニュースの取材・解説・批評に臨んでいた。その一方で、「『つかみ』の大研究」シリーズをはじめ、時事川柳、東日本と西日本における文化の違い、日常生活での笑い、文章論などに関する著書を数多く出している。近年は、「しあわせのトンボ」の一節が灘中学校の2014年入学試験・国語の問題に採用されるなど、著作・著書の一節が入学試験の題材に使われている。

## 出演番組

### テレビ
- ビッグモーニング（TBSテレビ制作・全国ネット）
  - 東京本社へ異動した1993年4月以降、コメンテーターとして不定期で出演した。

#### ラジオ
TBSラジオ
- 荒川強啓 デイ・キャッチ!（水曜日コメンテーター）
  - 1995年4月の番組開始当初から、2019年3月の番組終了まで一貫して出演した。名物コーナーの「デイ・キャッチ!時事川柳」では、"家元"を務めた。
  - パーソナリティの荒川強啓は、1993年4月から1994年10月まで、『ビッグモーニング』の総合司会を担当した。この時期にも、同番組で近藤と共演していた。

MBSラジオ
- 金曜まるごと清水國明
- K・プロジェクト（1995年度のナイターオフ番組）
- 月亭八方 ぼくらのNEWS（日曜日16:30 - 17:43、2002年まで放送）
  - 中継や電話ではなく毎日放送本社（大阪市）のラジオスタジオへ出演した。
- ノムラでノムラだ♪木曜日（2014年4月 - 2015年3月）
  - 月に1回放送された事前収録企画「しあわせのこだわり歌謡曲」に、レギュラーゲストとして出演した。
- 今日は日曜♪野村啓司のラジオなひととき
  - 『ノムラでノムラだ♪』から前述の企画を引き継いだ関係で、「昼どき ひととき とっておき!」（ゲストコーナー）に不定期で出演した。
- しあわせの五・七・五（健康川柳を扱う土曜早朝の収録番組）
  - "時事川柳・近藤流家元"として、毎日放送→MBSラジオ東京支社ラジオスタジオからの中継で出演[7]。2018年3月までは生放送だった。
  - 2007年4月から近藤の死去直後（2024年5月19日）まで毎日新聞大阪本社発行版の朝刊に掲載されていた「近藤流健康川柳」は、この番組とのコラボレーション企画でもあった。
- 近藤勝重のしあわせ散歩〜寄り道して行こう〜（2019年4月7日 - 2020年3月29日、基本として毎週日曜日の21:30 - 22:00に放送）
- 野村啓司の懐メロ♪ジュークボックス（2016年5月 - 2024年1月）
  - 月に1回のペースで、「近藤勝重のこだわり流行歌」に出演した。2019年3月までは水野が全編でパートナーを務めていたが、翌4月以降は野村が死去の前月（自身の意向によって番組自体を終了させた2024年2月）まで単独で進行していた。

以下はラジオ報道部制作の番組で、いずれも毎日放送アナウンサー時代の水野と共演した。
- MBSイブニングレーダー→諸口あきらのイブニングレーダー（前述）
  - 前述した『近藤勝重が伝えたかった言葉』では、「ラジオイミダス」第1回（『諸口あきらのイブニングレーダー』時代の1992年10月）放送分のアーカイブ音源から、近藤による第一声の音源を特別に流している。
- スパイス・金曜かわら版（コメンテーター）
- MBSニュースワイド　アングル
  - 月 - 木曜日は「ラジオイミダス」へ電話で出演した。金曜日の「アングル金曜かわら版」では、コメンテーターとして毎日放送本社のラジオスタジオに登場していた。
- ニュースタックル→報道するラジオ　年末スペシャル（2017年まで毎年12月31日に放送されていた特別番組）

以下の番組では、「ラジオイミダス」の後継コーナー「しあわせの雑学」に出演した。いずれの番組でも、水野が進行役を務めていた。
- はやみみラジオ!水野晶子です（「しあわせの雑学」は月 - 金曜日に放送）
- ニュースレーダー 金曜は水野です（全編のコメンテーターも兼務）
- RadioNews　たね蒔きジャーナル（月・金曜日のコメンテーターも兼務、「しあわせの雑学」は金曜日に放送）
- with…夜はラジオと決めてます（MBSラジオ、2012年度のナイターオフ番組、水 - 金曜日ニュースコメンテーター）
  - 水曜日には19時台のニュースコーナー、木曜日には20時台の報道系特集「ニュース深掘り」、金曜日にはニュースコーナーと「しあわせの雑学」にのみそれぞれ出演した。
- ナイターのあともラジオと決めちゃいます?（MBSラジオ、2013年のナイターイン番組、「しあわせの雑学」は木曜日に放送）
- 週刊ますだスポーツ（2013年度のナイターオフ番組）
  - 同番組の2013年度放送終了（2014年3月27日）を機に、「しあわせの雑学」も終了した。

## 著書
初版としての刊行時期が早い順に記載
- 大阪スペクタクル（1985年11月、三省堂）ISBN　978-4385412108
- やすし・きよしの長い夏 ― 大阪狂騒曲（1987年8月、新潮社）ISBN 978-4103669012
- 笑売繁盛 ― よしもと王国（1988年9月、毎日新聞社）ISBN 978-4620306476
- 遊遊コラム街 ― 男と女・言葉・芸能（1988年10月、羊書房）ISBN 978-4881701096
- 「つかみ」の大研究 - なぜ人を虜にするのか!?（1999年7月、毎日新聞社）ISBN 978-4620313573
- 人の心を虜にする“つかみ”の大研究（2000年12月、新潮社「新潮OH!文庫」）ISBN 978-4102900628
- “つかみ”の大研究 勝者の秘密（2001年9月、新潮社「新潮OH!文庫」）ISBN 978-4102901151
- となりのハハハ ― 笑う生活のすすめ（2002年1月、光文社）ISBN 978-4334781392
- 人のこころを虜にする“つかみ”の人間学（2003年6月、新潮社「新潮文庫」）ISBN 978-4101097213
- 大感動!（2003年7月、新潮社）ISBN 978-4103669029
- 大阪の常識　東京の非常識（2004年4月、幻冬舎）ISBN　978-4344004986
- となりのヒヒヒ　「ほど」を忘れた人々（2004年8月、光文社）ISBN 978-4334974619
- 「ウケる」話力 ― 話材の集め方、話の仕方から自分の見せ方まで（2004年12月、三笠書房）ISBN 978-4837921295
- しあわせの雑学 ― 一日一杯の読むスープ（2005年12月、幻冬舎）ISBN 978-4344010789 　
  - 『はやみみラジオ!水野晶子です』では全曜日、『MBSニュースレーダー』『たねまきジャーナル』『with…夜はラジオと決めてます』ではそれぞれ金曜日に、同名のコーナーを放送。
- 面白く生きる!ワザ - この人たちのココがすごい!（2006年2月、三笠書房）ISBN 978-4837921783
- しあわせの雑学 希望編 -　一ミリのやさしさで世界が変わる（2006年9月、幻冬舎）ISBN 978-4344012226
- しあわせの一日一笑365 - 心が温かくなるとっておきの話 読むサプリメント（2006年12月、三笠書房）ISBN 978-4837922117
- しあわせの六十越え - いい気分で生きる48のヒント（2007年1月、大和書房）ISBN　978-4479011910
- 話術いらずのコミュニケーション　―　思いを伝える39のヒント（2007年7月、宝島社）ISBN　978-4796659925
- しあわせの雑学 笑顔編　- あなたの心に読むスープ（2007年12月、幻冬舎）ISBN 978-4344014336
- 一日一句医者いらず 健康川柳（2008年5月、幻冬舎）ISBN　978-4344015098
- 「ウケる」話材 ― 人を惹きつける「話のネタ」「聞かせるコツ」（2008年7月、三笠書房「知的生き方文庫」）ISBN 978-4837977247
- なぜあの人は人望を集めるのか - その聞き方と話し方（2008年9月、幻冬舎「幻冬舎新書」）ISBN 978-4344980938
- 早大院生と考えた文章がうまくなる13の秘訣（2010年1月、幻冬舎）ISBN 978-4344017757
  - 前述「文章表現」での指導内容を所収
- 大丈夫、なんとかなるさ（2010年9月、毎日新聞社）ISBN 978-4620320182
  - 前述の「しあわせのトンボ」を収めた初の単行本
- 書くことが思いつかない人のための文章教室（2011年9月、幻冬舎）ISBN 978-4344982338
- しあわせの五・七・五　（2014年1月、幻冬舎）
- つらいことから書いてみようか　（2014年6月、幻冬舎）
- 健さんからの手紙　（2015年2月、幻冬舎）
- 今日という一日のために　（2016年10月、幻冬舎）
- 13歳から身につける一生モノの文章術　（2017年10月、大和出版）
- 書く子は育つ　（2016年11月、毎日新聞社）
- ますます健康川柳　（2017年7月、幻冬舎）
- 昭和歌謡は終わらない　（2018年9月、幻冬舎）
- 偽装 - 731部隊
- 破滅
- 人間通の名言 唸る、励まされる、涙する（2024年7月、幻冬舎新書）ISBN 978-4344987371
  - 生前最後の著書で、死去から2ケ月半後の2024年7月31日に初版を刊行した。